# Midori (système d'exploitation)
Pour les articles homonymes, voir Midori.
 (mars 2022).
 (octobre 2018).
Midori est un nom de code d’un projet de système d'exploitation interne à Microsoft.

## Description
Midori sera probablement très différent des systèmes Windows actuels. Il s’appuie sur l’approche de Singularity, autre projet développé par Microsoft Research en code managé. Toutefois, Microsoft souhaite faire en sorte que les applications Midori puissent coexister et interagir avec les applications Windows actuelles, dans l'optique d'amener le public à migrer vers ce nouveau système. Dès lors, ce système ne dépendrait que très peu de la configuration du PC. Contrairement à Windows, Midori disposera de deux noyaux : un micro-noyau, au plus bas niveau et composé de codes non gérés, qui contrôlera le matériel et l’environnement, et, à son niveau plus haut, un noyau de services managés qui fournira l’ensemble des fonctionnalités du système d’exploitation.

## Avancement
Le projet a peut-être été abandonné.

## Sources
- (en) Microsoft’s plans for post-Windows OS revealed
- Midori : le futur système d'exploitation de Microsoft se précise
- Windows 7 en janvier 2010, et ensuite Midori ?
- Midori : un peu plus de détails sur la fin de Windows
- Projet Midori : Microsoft prépare-t-il son OS du futur ?